# Union nationale (Québec)
Die Union nationale (UN) war eine konservativ-nationalistische politische Partei in der kanadischen Provinz Québec, die von 1935 bis 1989 existierte. Sie entstand aus der Fusion der Parti conservateur du Québec mit der Action libérale nationale. Dreimal stellte sie die Provinzregierung: von 1936 bis 1939, von 1944 bis 1960 und von 1966 bis 1970. Die UN vertrat die ländlich-traditionellen Werte Québecs und war eng mit der römisch-katholischen Kirche verbunden. Sie setzte sich für eine umfassende Autonomie der Provinz ein, ohne jedoch die Unabhängigkeit anzustreben. Ihre Wirtschaftspolitik war mittelständisch, gegen Interventionen des Staates ausgerichtet und förderte ausländische Investitionen. Beim englischsprachigen Teil der Bevölkerung und in der Metropole Montreal fand die UN wenig Zuspruch.

## Geschichte
1934 hatten dissidente Mitglieder der Parti libéral du Québec die Action libérale nationale gegründet. Bei den Wahlen zur Nationalversammlung im Jahr 1935 bildeten sie ein Bündnis mit der seit 1867 bestehenden Parti conservateur du Québec. Dadurch, dass Kandidaten beider Parteien in den einzelnen Wahlkreisen nicht gegeneinander antraten, sollte die Macht der Liberalen gebrochen werden, was jedoch nicht gelang: Zusammen gewannen sie 42 von 90 Sitzen, gegenüber 48 der Liberalen. Maurice Duplessis, Vorsitzender der Konservativen, wurde Oppositionsführer. Nachdem eine Kommission verschiedene Korruptionsfälle in der liberalen Regierung von Louis-Alexandre Taschereau aufgedeckt hatte, setzte Duplessis Neuwahlen durch. Um die Kräfte zu bündeln, berief er am 20. Juni 1936 in Sherbrooke eine Versammlung ein, an der die Vereinigung der beiden Parteien beschlossen wurde.
Die neue Partei, die keine formellen Bindungen zur Konservativen Partei auf Bundesebene hatte, gewann überlegen die Wahlen vom 17. August 1936 und Maurice Duplessis wurde neuer Premierminister. Hatte er zunächst eher liberale Positionen vertreten, führte er die Partei nun zunehmend nach rechts. So erhielt die Römisch-katholische Kirche staatliche Unterstützung, damit sie Schulen, Krankenhäuser und andere soziale Einrichtungen betreiben konnte. Kurz nach der Kriegserklärung Kanadas an Deutschland rief Duplessis Neuwahlen aus. Sie fanden im Oktober 1939 statt und endeten mit einem Sieg der Liberalen, die versprochen hatten, dass die Wehrpflicht nicht eingeführt würde. 1940 setzte sich die oppositionelle UN vergeblich gegen die Einführung des Frauenwahlrechts auf Provinzebene ein.
Da die Wehrpflicht doch eingeführt wurde, führte dies im Oktober 1944 zu einem Wahlsieg der UN. Klientelismus, konservative Finanzpolitik und ein Elektrifizierungsprogramm für ländliche Gegenden konsolidierten die Dominanz der UN in Québec. Dreimal in Folge behauptete sich die Partei als stärkste politische Kraft. Immer wieder wurden Vorwürfe erhoben, die Regierung sei zu eng mit dem katholischen Klerus verbunden, unterdrücke religiöse Minderheiten wie die Zeugen Jehovas, manipuliere die Wahlen zu ihren Gunsten und verlange zu niedrige Lizenzgebühren für die Ausbeutung der Rohstoffvorkommen. Nach Duplessis' Tod im Jahr 1959 folgte Paul Sauvé als neuer Regierungschef, doch starb er nach nur drei Monaten im Amt. Unter dessen Nachfolger Antonio Barrette verlor die UN die Wahlen im Juni 1960. Die siegreichen Liberalen unter Jean Lesage setzten anschließend umfangreiche soziale und wirtschaftliche Reformen durch und überwanden die politische Erstarrung (siehe Stille Revolution).
Ab 1961 erneuerte Daniel Johnson senior die Partei und führte sie 1966 erneut zum Wahlsieg. Die UN setzte die von den Liberalen begonnenen Reformen fort. Als Johnson 1968 starb, geriet die UN in eine Krise. Es bildeten sich ein nationalistischer und ein föderalistischer Flügel, ein Teil der konservativen Basis wandte sich dem Ralliement créditiste du Québec zu. Unter Jean-Jacques Bertrand musste die UN bei den Wahlen 1970 eine Halbierung des Wähleranteils hinnehmen. 1973 war sogar kein einziger UN-Kandidat erfolgreich. 1975 erfolgte eine Fusion mit der Parti présidentiel, einer Abspaltung des Ralliement créditiste. Bei den Wahlen 1976 konnte die UN nochmals elf Sitze gewinnen, doch im Verlaufe der Legislaturperiode traten sechs Abgeordnete aus der Partei aus.
1981 konnte die UN erneut keinen einzigen Sitz erringen, der Wähleranteil sank auf vier Prozent. Die Wählerbasis hatte sich fast vollständig abgewandt und unterstützte nun entweder die föderalistischen Liberalen oder die separatistische Parti Québécois. Am 19. Juni 1989 annullierte der oberste Wahlleiter der Provinz die Registrierung der Partei, da sie ihre Schulden nicht begleichen konnte. Michel Le Brun, der letzte Parteivorsitzende, gründete 1992 die Parti Renaissance, die aber zwei Jahre später aus finanziellen Gründen ebenfalls aufgelöst wurde. Als politische Nachfolgerin der UN gilt die 1994 gegründete Action démocratique du Québec.

## Wahlergebnisse
Ergebnisse bei den Wahlen zur Nationalversammlung:
| Wahl | Sitze total | Kandi- daten | Gew. Sitze | Stimmen | Anteil  |
| ---- | ----------- | ------------ | ---------- | ------- | ------- |
| 1936 | 90          | 90           | 76         | 323.812 | 56,88 % |
| 1939 | 86          | 85           | 15         | 563.297 | 39,13 % |
| 1944 | 91          | 90           | 48         | 505.661 | 38,02 % |
| 1948 | 92          | 91           | 82         | 775.747 | 51,24 % |
| 1952 | 92          | 92           | 68         | 847.983 | 50,15 % |
| 1956 | 93          | 93           | 72         | 956.082 | 51,80 % |
| 1960 | 95          | 95           | 43         | 977.318 | 46,61 % |
| 1962 | 95          | 95           | 31         | 900.817 | 42,15 % |
| 1966 | 108         | 108          | 56         | 948.928 | 40,82 % |
| 1970 | 108         | 108          | 17         | 564.544 | 19,65 % |
| 1973 | 110         | 110          | 0          | 146.209 | 4,92 %  |
| 1976 | 110         | 108          | 11         | 611.666 | 18,20 % |
| 1981 | 122         | 121          | 0          | 144.070 | 4,00 %  |
| 1985 | 122         | 19           | 0          | 7.759   | 0,23 %  |

## Parteivorsitzende
| Name                        | Vorsitz   | Premier              |
| --------------------------- | --------- | -------------------- |
| Maurice Duplessis           | 1935–1959 | 1936–1939, 1944–1959 |
| Paul Sauvé                  | 1959–1960 | 1959–1960            |
| Antonio Barrette (interim)  | 1960      | 1960                 |
| Yves Prévost (interim)      | 1960–1961 |                      |
| Antonio Talbot (interim)    | 1961      |                      |
| Daniel Johnson sr.          | 1961–1968 | 1966–1968            |
| Jean-Jacques Bertrand       | 1968–1971 | 1968–1970            |
| Gabriel Loubier             | 1971–1974 |                      |
| Maurice Bellemare (interim) | 1974–1976 |                      |
| Rodrigue Biron              | 1976–1980 |                      |
| Michel Le Moignan (interim) | 1980–1981 |                      |
| Roch La Salle               | 1981      |                      |
| Jean-Marc Béliveau          | 1982–1985 |                      |
| Maurice Bouillon            | 1985      |                      |
| André Léveillé              | 1985–1986 |                      |
| Paul Poulin                 | 1986–1987 |                      |
| Michel Le Brun              | 1987–1989 |                      |